# Онгар-Найман
Онга́р-Найма́н (укр. Онгар-Найман, крымскотат. Onğar Nayman, Онгъар Найман) — исчезнувшее село в Красноперекопском районе Республики Крым, располагавшееся на юго-западе района, у самой границы с Раздольненским районом, на южной стороне нынешней автодороги 35К-012 Черноморское — Воинка, примерно, в 2,5 километрах от современного села Трактовое.

### Динамика численности населения
| - 1805 год — 44 чел. - 1864 год — 113 чел. - 1886 год — 50 чел. - 1889 год — 131 чел. - 1892 год — 147 чел. | - 1900 год — 192 чел. - 1915 год — 176/135 чел. - 1926 год — 125 чел. - 1939 год — 149 чел. |

## История
Первое документальное упоминание села встречается в Камеральном Описании Крыма… 1784 года, судя по которому, в последний период Крымского ханства Найман входил в Самарчик кадылык Перекопского каймаканства. После присоединения Крыма к России (8) 19 апреля 1783 года, (8) 19 февраля 1784 года, именным указом Екатерины II сенату, на территории бывшего Крымского Ханства была образована Таврическая область и деревня была приписана к Перекопскому уезду. После Павловских реформ, с 1796 по 1802 год, входила в Перекопский уезд Новороссийской губернии. По новому административному делению, после создания 8 (20) октября 1802 года Таврической губернии, Найман был включён в состав Бустерчинской волости Перекопского уезда.
По Ведомости о всех селениях в Перекопском уезде состоящих с показанием в которой волости сколько числом дворов и душ… от 21 октября 1805 года в деревне Найман числилось 14 дворов и 44 жителя, исключительно крымских татар. На военно-топографической карте генерал-майора Мухина 1817 года деревня Найманчик обозначена с 6 дворами. После реформы волостного деления 1829 года Найман, согласно «Ведомости о казённых волостях Таврической губернии 1829 года» отнесли к Ишуньской волости (переименованной из Бустерчинской). На карте 1836 года в деревне Унгар Найман 20 дворов, как и на карте 1842 года.
В 1860-х годах, после земской реформы Александра II, деревню приписали к Ишуньской волости. В «Списке населённых мест Таврической губернии по сведениям 1864 года», составленном по результатам VIII ревизии 1864 года, Унгар-Найман — казённая татарская деревня, с 20 дворами, 113 жителями и мечетью при колодцах. По обследованиям профессора А. Н. Козловского начала 1860-х годов, «колодцы неглубокие, от 3 до 6 саженей (от 6 до 12 м), но большая их половина с солоноватою водою». На трёхверстовой карте Шуберта 1865—1876 года в деревне Унгар-Найман обозначено 12 дворов. На 1886 год в деревне, согласно справочнику «Волости и важнѣйшія селенія Европейской Россіи», проживало 50 человек в 8 домохозяйствах, действовала мечеть. По «Памятной книге Таврической губернии 1889 года», по результатам Х ревизии 1887 года, в деревне Онлар-Найман числилось 25 дворов и 131 житель.
После земской реформы 1890 года Онгар-Найман отнесли к Джурчинской волости. Согласно «…Памятной книжке Таврической губернии на 1892 год», в деревне Онгар-Найман, составлявшей Онгар-Найманское сельское общество, было 147 жителей в 28 домохозяйствах. По «…Памятной книжке Таврической губернии на 1900 год» в деревне Онгар-Найман татарское числилось 192 жителя в 28 дворах. По Статистическому справочнику Таврической губернии. Ч.II-я. Статистический очерк, выпуск пятый Перекопский уезд, 1915 год, в деревне Онгар-Найман Джурчинской волости Перекопского уезда числилось 48 дворов (26 дворов с землёй, 22 — безземельные) с татарским населением в количестве 176 человек приписных жителей и 135 «посторонних», из которых 159 мужчин и 152 женщины. Жители владели 1564 десятинами удобной земли. В хозяйствах имелось 110 лошадей, 20 волов, 40 коров и 400 голов мелкого скота.
После установления в Крыму Советской власти, по постановлению Крымревкома от 8 января 1921 года № 206 «Об изменении административных границ» была упразднена волостная система, Перекопский уезд переименовали в Джанкойский, в котором был образован Ишуньский район, в состав которого включили село, а в 1922 году уезды получили название округов. 11 октября 1923 года, согласно постановлению ВЦИК, в административное деление Крымской АССР были внесены изменения, в результате которых округа были отменены, Ишуньский район упразднён и село вошло в состав Джанкойского района. Согласно Списку населённых пунктов Крымской АССР по Всесоюзной переписи 17 декабря 1926 года, в селе Онгар-Найман, Воронцовского сельсовета Джанкойского района, числилось 32 двора, все крестьянские, население составляло 125 человек, из них 115 татар и 10 украинцев, действовала татарская школа. Постановлением ВЦИК от 30 октября 1930 года был восстановлен Ишуньский район и село включили в его состав. Постановлением Центрального исполнительного комитета Крымской АССР от 26 января 1938 года Ишуньский район был ликвидирован и создан Красноперекопский район с центром в поселке Армянск (по другим данным 22 февраля 1937 года). По данным всесоюзной переписи населения 1939 года в селе проживало 149 человек. Последний раз в доступных источниках село встречается на карте Генштаба 1942 года.